# Paedophryne
Paedophryne (do grego antigo, paedos (παίδος) "criança", e phryne (φρύνος) "sapo, rã") é um género de anfíbios pertencente à família Microhylidae, nativos da Papua-Nova Guiné. Todas as seis espécies conhecidas até agora estão entre as mais pequenas espécies de vertebrados conhecidas.

## Species
- Paedophryne amauensis (Rittmeyer, 2012)[3]
- Paedophryne dekot (Kraus, 2011)[2]
- Paedophryne kathismaphlox (Kraus, 2010)[1]
- Paedophryne oyatabu (Kraus, 2010)[1]
- Paedophryne swiftorum (Rittmeyer, 2012)[3]
- Paedophryne verrucosa (Kraus, 2011)[2]

## Galeria

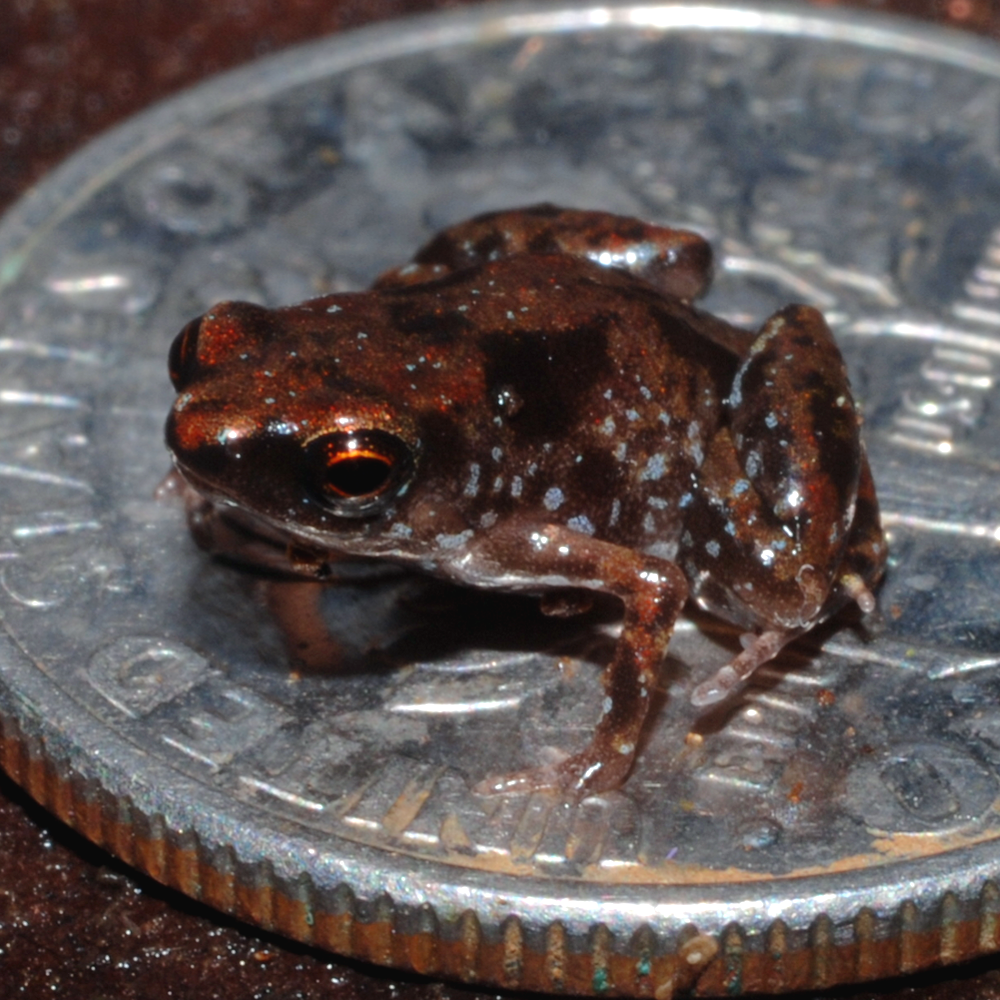
Paedophryne amauensis
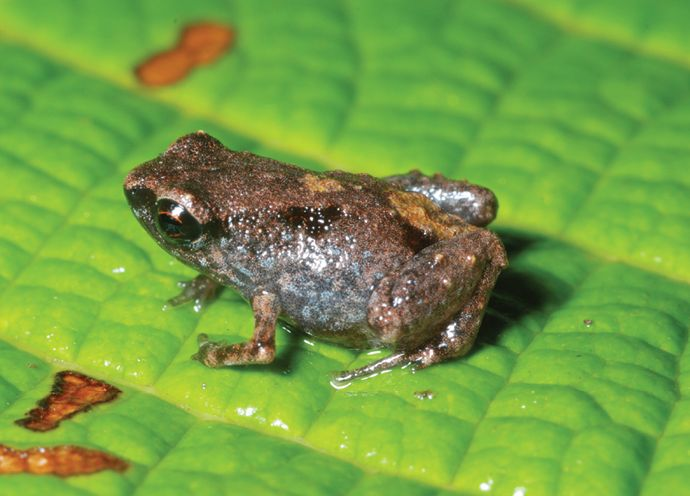
Paedophryne dekot
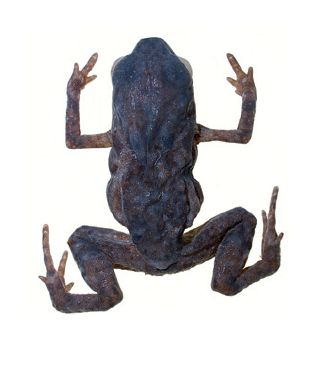
Paedophryne kathismaphlox
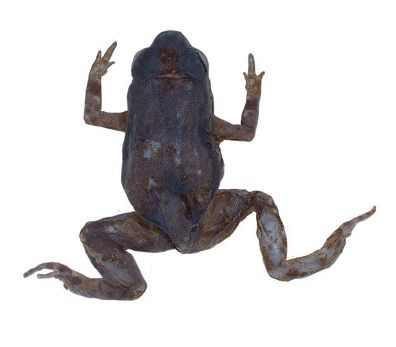
Paedophryne oyatabu
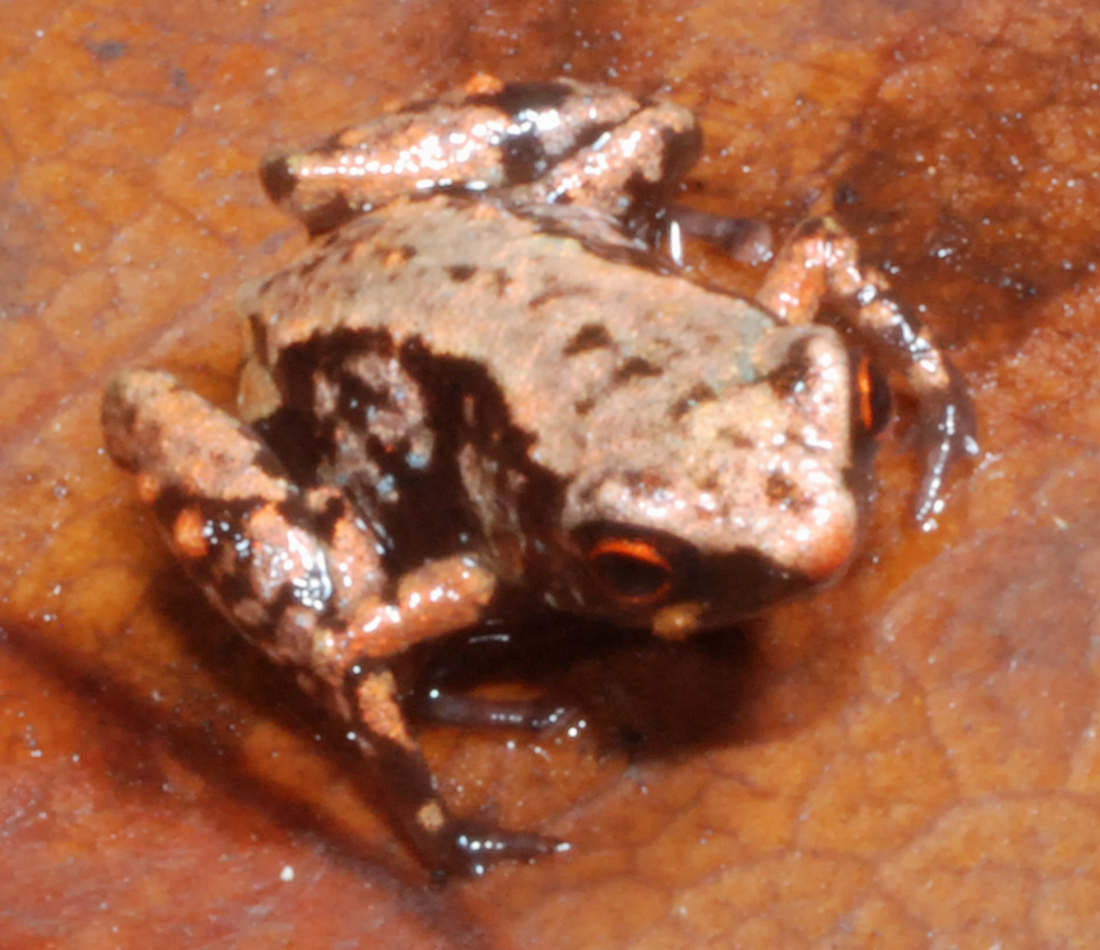
Paedophryne swiftorum
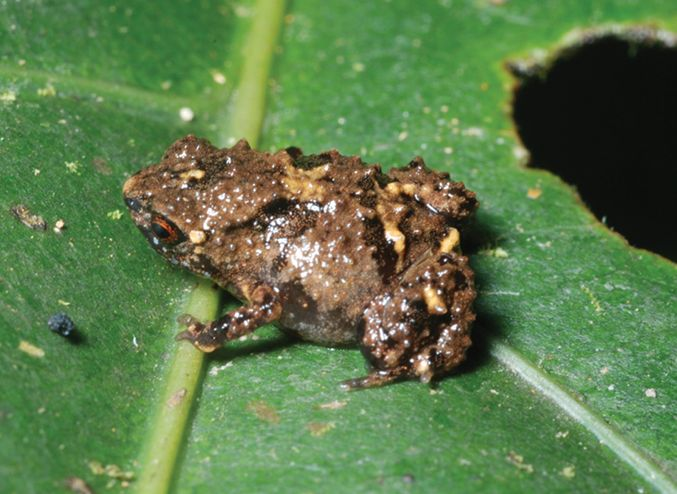
Paedophryne verrucosa